# Pseudolasius australis
Pseudolasius australis é uma espécie de formiga do gênero Pseudolasius, pertencente à subfamília Formicinae.